# Województwo krakowskie (1945–1975)

Województwo w latach 1946−1950

Województwo krakowskie – dawna jednostka podziału administracyjnego Polski, ze stolicą w Krakowie, powołana 28 czerwca 1946 roku, podzielona w 1975 na nowe, mniejsze województwa (krakowskie, nowosądeckie, tarnowskie, bielskie, katowickie i kieleckie). Województwo kilkukrotnie zmieniało swoje granice.
Województwo krakowskie objęło swoim obszarem teren obecnego województwa małopolskiego (bez powiatu gorlickiego) oraz Jaworzno, powiat żywiecki i bialski (zlikwidowany i podzielony w 1951).
W 1966 miasto Kraków i województwo krakowskie zostały odznaczone Orderem Budowniczych Polski Ludowej.
Podział na powiaty:
- powiaty miejskie (grodzkie): Kraków (od 1957 jako miasto wydzielone z województwa), od 1951: Nowy Sącz, Tarnów, Zakopane, od 1956: Jaworzno
- powiaty ziemskie:  bialski (do 1951), bocheński, brzeski, chrzanowski, dąbrowski, krakowski, limanowski, miechowski, myślenicki, nowosądecki, nowotarski, olkuski, oświęcimski (od 1951), tarnowski, wadowicki, żywiecki

## Zmiany administracyjne
- 1 kwietnia 1945 – powiat miechowski przeniesiono z województwa kieleckiego do województwa krakowskiego[3].
- 18 sierpnia 1945 – 4 powiaty województwa krakowskiego (dębicki, gorlicki, jasielski i mielecki) przeniesiono do nowo utworzonego województwa rzeszowskiego.
- 20 sierpnia 1945 – powiat olkuski przeniesiono z województwa kieleckiego do województwa krakowskiego
- w 1951
  - do województwa katowickiego przyłączono zachodnią część zlikwidowanego powiatu bialskiego (krakowskiego).
  - utworzono powiat oświęcimski.
  - utworzono powiaty miejskie w Nowym Sączu, Tarnowie i Zakopanem.
- w 1953 − wieś Jęzor koło Jaworzna włączono do Sosnowca w województwie katowickim (stalinogrodzkim).
- w 1956 − z powiatu chrzanowskiego wydzielono powiat miejski Jaworzno.
- w 1957 – podniesiono Kraków do rangi miasta wydzielonego.

## Ludność
| Data                         | Liczba mieszkańców | Liczba mieszkańców | Liczba mieszkańców  |
| Data                         | ogółem             | miejska (%)        | wiejska (%)         |
| ---------------------------- | ------------------ | ------------------ | ------------------- |
| 14 II 1946 (spis sumaryczny) | 2 133 389          | 579 848 (27,18%)   | 1 553 541 (72,82%)  |
| 3 XII 1950 (spis powszechny) | 2 113 498          | 655 270 (31%)      | 1 458 228 (69%)     |
| 31 XII 1956                  | 2417 tys.          | 936 tys. (38,7%)   | 1481 tys. (61,3%)   |
| 1959                         | 2057,5 tys.        | b.d. (27%)         | b.d. (73%)          |
| 6 XII 1960 (spis powszechny) | 1 990 359          | 552 478 (27,76%)   | 1 437 881 (72,24%)  |
| 1962                         | 2064,5 tys.        | b.d. (28,1%)       | b.d. (71,9%)        |
| 31 XII 1963                  | 2088 tys.          | 591 tys. (28,3%)   | 1497 tys. (71,7%)   |
| 31 XII 1965                  | 2127,6 tys.        | b.d.               | b.d.                |
| 1967                         | 2158,7 tys.        | b.d.               | b.d.                |
| 31 XII 1968                  | 2185 tys.          | 651 tys. (29,8%)   | 1534 tys. (70,2%)   |
| 8 XII 1970 (spis powszechny) | 2 182 271          | 662 741 (30,37%)   | 1 519 530 (69,63%)  |
| 31 XII 1971                  | 2195,6 tys.        | 672,4 tys. (30,6%) | 1523,2 tys. (69,4%) |
| 31 XII 1972                  | 2214,4 tys.        | 686,7 tys. (31%)   | 1527,7 tys. (69%)   |
| 31 XII 1973                  | 2194 tys.          | 719 tys. (32,8%)   | 1475 tys. (67,2%)   |
| 31 XII 1974                  | 2213 tys.          | 733 tys. (33,1%)   | 1480 tys. (66,9%)   |

## Podział administracyjny

### 1946
| Powiat           | Powierzchnia (km²) | Liczba ludności 14 II 1946 | Liczba ludności 14 II 1946 |
| Powiat           | Powierzchnia (km²) | ogółem                     | na km²                     |
| ---------------- | ------------------ | -------------------------- | -------------------------- |
| bialski          | 635                | 127 610                    | 201                        |
| bocheński        | 877                | 106 423                    | 121                        |
| brzeski          | 849                | 105 245                    | 124                        |
| chrzanowski      | 722                | 127 807                    | 177                        |
| dąbrowski        | 650                | 65 650                     | 101                        |
| krakowski        | 767                | 131 036                    | 171                        |
| Kraków (miejski) | 165                | 299 396                    | 1815                       |
| limanowski       | 944                | 89 919                     | 95                         |
| miechowski       | 1353               | 152 490                    | 113                        |
| myślenicki       | 988                | 104 189                    | 105                        |
| nowosądecki      | 1571               | 156 147                    | 99                         |
| nowotarski       | 1893               | 133 912                    | 71                         |
| olkuski          | 1361               | 140 734                    | 103                        |
| tarnowski        | 881                | 135 563                    | 154                        |
| wadowicki        | 1109               | 141 274                    | 127                        |
| żywiecki         | 1153               | 115 994                    | 101                        |

### 1973
Źródło:
| Powiat              | Powierzchnia (km²) | Liczba ludności 31 XII 1972 | Liczba ludności 31 XII 1972 | Miasta | Miasta                                            | Gminy | Siedziba          |
| Powiat              | Powierzchnia (km²) | ogółem (tys.)               | na km²                      | ogółem | w tym posiadające wspólną radę narodową z gminami | Gminy | Siedziba          |
| ------------------- | ------------------ | --------------------------- | --------------------------- | ------ | ------------------------------------------------- | ----- | ----------------- |
| bocheński           | 865                | 106                         | 123                         | 2      | 0                                                 | 11    | Bochnia           |
| brzeski             | 819                | 98                          | 120                         | 1      | 0                                                 | 11    | Brzesko           |
| chrzanowski         | 648                | 165,1                       | 255                         | 6      | 2                                                 | 12    | Chrzanów          |
| dąbrowski           | 652                | 67,2                        | 103                         | 2      | 1                                                 | 10    | Dąbrowa Tarnowska |
| Jaworzno (miejski)  | 75                 | 65,7                        | 880                         | 1      | nd.                                               | nd.   | Jaworzno          |
| krakowski           | 870                | 192,6                       | 221                         | 2      | 0                                                 | 14    | Kraków            |
| limanowski          | 952                | 94,9                        | 100                         | 2      | 0                                                 | 10    | Limanowa          |
| miechowski          | 859                | 79,1                        | 92                          | 2      | 1                                                 | 9     | Miechów           |
| myślenicki          | 741                | 94,6                        | 128                         | 3      | 2                                                 | 10    | Myślenice         |
| nowosądecki         | 1554               | 159,6                       | 103                         | 5      | 2                                                 | 15    | Nowy Sącz         |
| nowotarski          | 1808               | 164                         | 91                          | 3      | 1                                                 | 16    | Nowy Targ         |
| Nowy Sącz (miejski) | 19                 | 43,1                        | 2235                        | 1      | nd.                                               | nd.   | Nowy Sącz         |
| olkuski             | 1119               | 138,9                       | 124                         | 4      | 0                                                 | 11    | Olkusz            |
| oświęcimski         | 424                | 127,7                       | 301                         | 5      | 2                                                 | 7     | Oświęcim          |
| proszowicki         | 426                | 46,7                        | 110                         | 1      | 0                                                 | 8     | Proszowice        |
| suski               | 719                | 73,2                        | 102                         | 3      | 0                                                 | 8     | Sucha Beskidzka   |
| tarnowski           | 886                | 109,6                       | 124                         | 1      | 1                                                 | 11    | Tarnów            |
| Tarnów (miejski)    | 72                 | 89                          | 1230                        | 1      | nd.                                               | nd.   | Tarnów            |
| wadowicki           | 657                | 127                         | 193                         | 3      | 0                                                 | 10    | Wadowice          |
| Zakopane (miejski)  | 85                 | 27,8                        | 328                         | 1      | nd.                                               | nd.   | Zakopane          |
| żywiecki            | 1105               | 144,6                       | 131                         | 1      | 0                                                 | 15    | Żywiec            |